# Liste der Kulturdenkmäler in Bad Karlshafen
Die Liste der Kulturdenkmäler in Bad Karlshafen enthält alle Kulturdenkmäler der nordhessischen Gemeinde Bad Karlshafen mit den beiden Ortsteilen Bad Karlshafen und Helmarshausen, die in der vom Landesamt für Denkmalpflege Hessen 1988 herausgegebenen Denkmaltopographie veröffentlicht wurden.

## Legende
- Bezeichnung: Nennt den Namen, die Bezeichnung oder die Art des Kulturdenkmals.
- Lage: Nennt den Straßennamen und wenn vorhanden die Hausnummer des Kulturdenkmals. Die Grundsortierung der Liste erfolgt nach dieser Adresse. Der Link „Karte“ führt zu verschiedenen Kartendarstellungen und nennt die Koordinaten des Kulturdenkmals.
- Datierung: Gibt die Datierung an; das Jahr der Fertigstellung bzw. den Zeitraum der Errichtung. Eine Sortierung nach Jahr ist möglich.
- Beschreibung: Nennt bauliche und geschichtliche Einzelheiten des Kulturdenkmals, vorzugsweise die Denkmaleigenschaften.

## Bad Karlshafen

### Sachgesamtheit Barockstadt
| Bild                                  | Bezeichnung                                | Lage                                                                      | Beschreibung | Bauzeit                                                    | Daten |
| ------------------------------------- | ------------------------------------------ | ------------------------------------------------------------------------- | --- | ---------------------------------------------------------- | ----- |
| Sachgesamtheit Barockstadt            | Sachgesamtheit Barockstadt                 | Lage                                                                      | Barocke Stadtanlage, von Landgraf Karl für geflohene Hugenotten und als Handelszentrum erbaut.                        | Erste Bauphase ab 1699, zweite ab 1750, dritte ab ca. 1800 |       |
| Reihenhaus                            | Reihenhaus                                 | Bergstraße 1 LageFlur: 16, Flurstück: 107                                 | Reihenhaus der ersten Ausbauphase, breites Portal von 1730                                                            | Zwischen 1699 und 1750                                     |       |
| Reihenhaus                            | Reihenhaus                                 | Bergstraße 2 LageFlur: 16, Flurstück: 166/36                              | Zweigeschossiger Massivbau mit drei Fensterachsen, Gebäude der zweiten Ausbauphase                                    | spätes 18. Jh.                                             |       |
| Reihenhaus                            | Reihenhaus                                 | Bergstraße 3 LageFlur: 16, Flurstück: 108                                 | Reihenhaus der ersten Ausbauphase                                                                                     | Zwischen 1699 und 1750                                     |       |
| Reihenhaus                            | Reihenhaus                                 | Bergstraße 5 LageFlur: 16, Flurstück: 109                                 | Reihenhaus der ersten Ausbauphase                                                                                     | Zwischen 1699 und 1750                                     |       |
| Reihenhaus                            | Reihenhaus                                 | Bergstraße 7 LageFlur: 16, Flurstück: 110                                 | Reihenhaus der ersten Ausbauphase                                                                                     | Zwischen 1699 und 1750                                     |       |
| Gasthof „Zur Linde“                   | Gasthof „Zur Linde“                        | Bremer Straße 33 LageFlur: 15, Flurstück: 145/2                           | Traufständiger zweigeschossiger klassizistischer Massivbau, Gebäude der dritten Ausbauphase, Dezember 2018 abgerissen | 1837                                                       |       |
| Eckhaus                               | Eckhaus                                    | Carlstraße 1 LageFlur: 16, Flurstück: 65/1                                | Eckhaus der ersten Ausbauphase, Traufseite als Reihenhaus, Türsturz von 1845                                          | Zwischen 1699 und 1750                                     |       |
| Eckhaus                               | Eckhaus                                    | Carlstraße 2 LageFlur: 16, Flurstück: 64/1                                | Eckhaus der ersten Ausbauphase, Traufseite als Reihenhaus                                                             | Zwischen 1699 und 1750                                     |       |
| Reihenhaus                            | Reihenhaus                                 | Carlstraße 3 LageFlur: 16, Flurstück: 70/1                                | Reihenhaus der ersten Ausbauphase                                                                                     | Zwischen 1699 und 1750                                     |       |
| Mühle Malzfeld                        | Mühle Malzfeld                             | Carlstraße 4 LageFlur: 16, Flurstück: 59/1 und 205/62                     | Traufständiges massives Vordergebäude, rückwärtiges Mühlengebäude mit Fachwerkgiebel, Gebäude der dritten Ausbauphase | 1911, nach Brand 1948 wiedererrichtet                      |       |
| Reihenhaus                            | Reihenhaus                                 | Carlstraße 5 LageFlur: 16, Flurstück: 71                                  | Reihenhaus der ersten Ausbauphase                                                                                     | Zwischen 1699 und 1750                                     |       |
| Reihenhaus                            | Reihenhaus                                 | Carlstraße 6 LageFlur: 16, Flurstück: 294/58                              | Reihenhaus der ersten Ausbauphase                                                                                     | Zwischen 1699 und 1750                                     |       |
| Reihenhaus                            | Reihenhaus                                 | Carlstraße 7 LageFlur: 16, Flurstück: 72                                  | Reihenhaus der ersten Ausbauphase                                                                                     | Zwischen 1699 und 1750                                     |       |
| Bild gesucht BW                       | Reihenhaus                                 | Carlstraße 8 LageFlur: 16, Flurstück: 55                                  | Reihenhaus der ersten Ausbauphase, breiter Eingang von 1712                                                           | vor 1712                                                   |       |
| Reihenhaus                            | Reihenhaus                                 | Carlstraße 9 LageFlur: 16, Flurstück: 73                                  | Reihenhaus der ersten Ausbauphase                                                                                     | Zwischen 1699 und 1750                                     |       |
| Bild gesucht BW                       | Reihenhaus                                 | Carlstraße 10 LageFlur: 16, Flurstück: 54 und 52/3                        | Reihenhaus der ersten Ausbauphase, Ladeneinbau aus der späten Gründerzeit mit rundbogigem verglastem Eingang          | Zwischen 1699 und 1750                                     |       |
| Reihenhaus                            | Reihenhaus                                 | Carlstraße 11 LageFlur: 16, Flurstück: 74                                 | Reihenhaus der ersten Ausbauphase, Datierung im Türsturz                                                              | 1710                                                       |       |
| Reihenhaus                            | Reihenhaus                                 | Carlstraße 12 LageFlur: 16, Flurstück: 52/2                               | Reihenhaus der ersten Ausbauphase                                                                                     | Zwischen 1699 und 1750                                     |       |
| Reihenhaus                            | Reihenhaus                                 | Carlstraße 13 LageFlur: 16, Flurstück: 75/2 und 75/1                      | Reihenhaus der ersten Ausbauphase                                                                                     | Zwischen 1699 und 1750                                     |       |
| Reihenhaus                            | Reihenhaus                                 | Carlstraße 14 LageFlur: 16, Flurstück: 181/51 und 182/51                  | Reihenhaus der ersten Ausbauphase                                                                                     | Zwischen 1699 und 1750                                     |       |
| Reihenhaus                            | Reihenhaus                                 | Carlstraße 15 LageFlur: 16, Flurstück: 206/76                             | Reihenhaus der ersten Ausbauphase                                                                                     | Zwischen 1699 und 1750                                     |       |
| Reihenhaus                            | Reihenhaus                                 | Carlstraße 16 LageFlur: 16, Flurstück: 50                                 | Reihenhaus der ersten Ausbauphase                                                                                     | Zwischen 1699 und 1750                                     |       |
| Eckhaus                               | Eckhaus                                    | Carlstraße 17 LageFlur: 16, Flurstück: 185/77                             | Eckhaus der ersten Ausbauphase, Torbogen von 1838                                                                     | Zwischen 1699 und 1750                                     |       |
| Reihenhaus                            | Reihenhaus                                 | Carlstraße 18 LageFlur: 16, Flurstück: 49/8                               | Reihenhaus der ersten Ausbauphase, Rückgebäude                                                                        | Zwischen 1699 und 1750                                     |       |
| Freihaus                              | Freihaus                                   | Carlstraße 19 und 19a LageFlur: 16, Flurstück: 47/1                       | Langgestreckter, dreigeschossiger Bau der Familien von Spiegel und von Stockhausen                                    | 1723                                                       |       |
| Invalidenhaus                         | Invalidenhaus                              | Carlstraße 20 LageFlur: 16, Flurstück: 48/6, 48/7, 156/3, 156/2 und 156/4 | Rechteckige monumentale Vierflügelanlage                                                                              | 1704–1710                                                  |       |
| Reihenhaus                            | Reihenhaus                                 | Conradistraße 1 LageFlur: 16, Flurstück: 46                               | Reihenhaus der ersten Ausbauphase, dreigeschossig                                                                     | 1715                                                       |       |
| Reihenhaus                            | Reihenhaus                                 | Conradistraße 2 LageFlur: 16, Flurstück: 321/44                           | Zweigeschossiges Gebäude auf hohem Sockelgeschoss, Gebäude der zweiten Ausbauphase                                    | 1750–1800                                                  |       |
| weitere Bilder                        | Hotel zum Schwan                           | Conradistraße 3 LageFlur: 16, Flurstück: 331/43                           | Viergeschossiger Massivbau auf hohem Sockel mit Satteldach, Gebäude der zweiten Ausbauphase                           | 1765 vollendet                                             |       |
| Reihenhaus                            | Reihenhaus                                 | Conradistraße 4 LageFlur: 16, Flurstück: 42/1                             | Dreigeschossiger Massivbau, Gebäude der zweiten Ausbauphase                                                           | spätes 18. Jh.                                             |       |
| Reihenhaus                            | Reihenhaus                                 | Conradistraße 5 LageFlur: 16, Flurstück: 172/41                           | Zweigeschossiges Reihenhaus mit Außentreppe, Gebäude der zweiten Ausbauphase                                          | spätes 18. Jh.                                             |       |
| Eckhaus                               | Eckhaus                                    | Friedrichstraße 2 LageFlur: 16, Flurstück: 143/1                          | Eckhaus der ersten Ausbauphase, Traufseite als Reihenhaus                                                             | Zwischen 1699 und 1750                                     |       |
| Reihenhaus                            | Reihenhaus                                 | Friedrichstraße 3 und 3a LageFlur: 16, Flurstück: 4/2 und 8/1             | Reihenhaus der ersten Ausbauphase, einläufige Außentreppe                                                             | Zwischen 1699 und 1750                                     |       |
| Reihenhaus                            | Reihenhaus                                 | Friedrichstraße 4 LageFlur: 16, Flurstück: 142                            | Reihenhaus der ersten Ausbauphase                                                                                     | Zwischen 1699 und 1750                                     |       |
| Reihenhaus                            | Reihenhaus                                 | Friedrichstraße 5 LageFlur: 16, Flurstück: 9/1                            | Reihenhaus der ersten Ausbauphase mit Außentreppe                                                                     | Zwischen 1699 und 1750                                     |       |
| Reihenhaus                            | Reihenhaus                                 | Friedrichstraße 6 LageFlur: 16, Flurstück: 133/1                          | Reihenhaus der ersten Ausbauphase                                                                                     | Zwischen 1699 und 1750                                     |       |
| Reihenhaus                            | Reihenhaus                                 | Friedrichstraße 7 LageFlur: 16, Flurstück: 297/11                         | Reihenhaus der ersten Ausbauphase                                                                                     | Zwischen 1699 und 1750                                     |       |
| Reihenhaus                            | Reihenhaus                                 | Friedrichstraße 8 LageFlur: 16, Flurstück: 275/130 und 278/130            | Reihenhaus der ersten Ausbauphase                                                                                     | Zwischen 1699 und 1750                                     |       |
| Reihenhaus                            | Reihenhaus                                 | Friedrichstraße 9 LageFlur: 16, Flurstück: 16/1                           | Reihenhaus der ersten Ausbauphase mit Außentreppe                                                                     | Zwischen 1699 und 1750                                     |       |
| Reihenhaus                            | Reihenhaus                                 | Friedrichstraße 10 LageFlur: 16, Flurstück: 127/1                         | Reihenhaus der ersten Ausbauphase                                                                                     | Zwischen 1699 und 1750                                     |       |
| Reihenhaus                            | Reihenhaus                                 | Friedrichstraße 11 LageFlur: 16, Flurstück: 19/3                          | Reihenhaus der ersten Ausbauphase, mit Ladeneinbau des späten 19. Jh.                                                 | Zwischen 1699 und 1750                                     |       |
| Reihenhaus                            | Reihenhaus                                 | Friedrichstraße 12 LageFlur: 16, Flurstück: 123                           | Reihenhaus der ersten Ausbauphase                                                                                     | Zwischen 1699 und 1750                                     |       |
| Reihenhaus                            | Reihenhaus                                 | Friedrichstraße 12a LageFlur: 16, Flurstück: 122/1                        | Reihenhaus der ersten Ausbauphase                                                                                     | Zwischen 1699 und 1750                                     |       |
| Reihenhaus                            | Reihenhaus                                 | Friedrichstraße 13 und 13a LageFlur: 16, Flurstück: 20/3                  | Reihenhaus der ersten Ausbauphase, mit Ladeneinbau des späten 19. Jh.                                                 | Zwischen 1699 und 1750                                     |       |
| Reihenhaus                            | Reihenhaus                                 | Friedrichstraße 14 LageFlur: 16, Flurstück: 119/1                         | Reihenhaus der ersten Ausbauphase                                                                                     | Zwischen 1699 und 1750                                     |       |
| Reihenhaus                            | Reihenhaus                                 | Friedrichstraße 16 LageFlur: 16, Flurstück: 932/119                       | Reihenhaus der ersten Ausbauphase                                                                                     | Zwischen 1699 und 1750                                     |       |
| Reihenhaus                            | Reihenhaus                                 | Friedrichstraße 18 LageFlur: 16, Flurstück: 118/2                         | Reihenhaus der ersten Ausbauphase, breiter Torbogen von 1847                                                          | Zwischen 1699 und 1750                                     |       |
| Bild gesucht BW                       | Zwei Wirtschaftsgebäude                    | Gallandstraße 3 und 5 LageFlur: 16, Flurstück: 328/44 und 329/44          | Zwei identische Wirtschaftsgebäude, Gebäude der zweiten Ausbauphase                                                   | 1800                                                       |       |
| Wirtschaftsgebäude                    | Wirtschaftsgebäude                         | Gallandstraße 7 LageFlur: 16, Flurstück: 330/43                           | Spätklassizistischer zweigeschossiger unverputzter Bruchsteinbau mit Satteldach, Gebäude der dritten Ausbauphase      | 1836                                                       |       |
| Eckhaus                               | Eckhaus                                    | Hafenplatz 1 LageFlur: 16, Flurstück: 96 und 256/154                      | Eckhaus der ersten Ausbauphase                                                                                        | 1701                                                       |       |
| Eckhaus                               | Eckhaus                                    | Hafenplatz 2 LageFlur: 16, Flurstück: 92                                  | Eckhaus der ersten Ausbauphase, erstes Gebäude Karlshafens                                                            | 1700                                                       |       |
| Reihenhaus                            | Reihenhaus                                 | Hafenplatz 3 LageFlur: 16, Flurstück: 227/154 und 101/1                   | Reihenhaus der ersten Ausbauphase                                                                                     | Zwischen 1699 und 1750                                     |       |
| Reihenhaus                            | Reihenhaus                                 | Hafenplatz 4 LageFlur: 16, Flurstück: 87/1                                | Reihenhaus der ersten Ausbauphase                                                                                     | Zwischen 1699 und 1750                                     |       |
| Reihenhaus                            | Reihenhaus                                 | Hafenplatz 5 LageFlur: 16, Flurstück: 228/154 und 102/3                   | Reihenhaus der ersten Ausbauphase, Portal 1840 vergrößert                                                             | Zwischen 1699 und 1750                                     |       |
| Reihenhaus                            | Reihenhaus                                 | Hafenplatz 6 und 6a LageFlur: 16, Flurstück: 98                           | Reihenhaus der ersten Ausbauphase                                                                                     | Zwischen 1699 und 1750                                     |       |
| Ehemalige Thurn- und Taxissche Post   | Ehemalige Thurn- und Taxissche Post        | Hafenplatz 7 LageFlur: 16, Flurstück: 103/3, 103/5 und 229/154            | Dreigeschossiger Massivbau, Gebäude der zweiten Ausbauphase                                                           | 1768                                                       |       |
| weitere Bilder                        | Ehemaliges Hafenpackhaus, heutiges Rathaus | Hafenplatz 8 LageFlur: 16, Flurstück: 85                                  | Ehemaliges Hafenpackhaus, seit 1920 Rathaus der Stadt                                                                 | 1715–1718                                                  |       |
| Reihenhaus                            | Reihenhaus                                 | Hafenplatz 9 LageFlur: 16, Flurstück: 230/154 und 104                     | Reihenhaus der ersten Ausbauphase                                                                                     | Zwischen 1699 und 1750                                     |       |
| Reihenhaus                            | Reihenhaus                                 | Hafenplatz 10 LageFlur: 16, Flurstück: 312/84                             | Reihenhaus der ersten Ausbauphase                                                                                     | Zwischen 1699 und 1750                                     |       |
| Reihenhaus                            | Reihenhaus                                 | Hafenplatz 11 LageFlur: 16, Flurstück: 231/154 und 105                    | Reihenhaus der ersten Ausbauphase                                                                                     | Zwischen 1699 und 1750                                     |       |
| Reihenhaus                            | Reihenhaus                                 | Hafenplatz 12 LageFlur: 16, Flurstück: 163/89                             | Reihenhaus der ersten Ausbauphase                                                                                     | Zwischen 1699 und 1750                                     |       |
| Eckgebäude                            | Eckgebäude                                 | Hafenplatz 13 LageFlur: 16, Flurstück: 106/1                              | Zweigeschossiger Massivbau, Gebäude der zweiten Ausbauphase                                                           | 1780                                                       |       |
| Reihenhaus                            | Reihenhaus                                 | Hafenplatz 14 LageFlur: 16, Flurstück: 310/84                             | Reihenhaus der ersten Ausbauphase                                                                                     | Zwischen 1699 und 1750                                     |       |
| Ehemaliges Amtshaus und Oberförsterei | Ehemaliges Amtshaus und Oberförsterei      | Hafenplatz 15 LageFlur: 16, Flurstück: 38/1 und 37                        | Zweigeschossiger klassizistischer Massivbau auf hohem Sockel mit Walmdach, Gebäude der dritten Ausbauphase            | 1837                                                       |       |
| Ehemaliges Zollhaus                   | Ehemaliges Zollhaus                        | Hafenplatz 16 LageFlur: 16, Flurstück: 82                                 | Zweigeschossiges Eckgebäude, ursprünglich zweites Packhaus, Gebäude der zweiten Ausbauphase                           | 1768                                                       |       |
| Reihenhaus                            | Reihenhaus                                 | Invalidenstraße 1 LageFlur: 16, Flurstück: 78                             | Reihenhaus der ersten Ausbauphase                                                                                     | Zwischen 1699 und 1750                                     |       |
| Reihenhaus                            | Reihenhaus                                 | Invalidenstraße 2 LageFlur: 16, Flurstück: 79                             | Reihenhaus der ersten Ausbauphase                                                                                     | Zwischen 1699 und 1750                                     |       |
| Reihenhaus                            | Reihenhaus                                 | Invalidenstraße 3 LageFlur: 16, Flurstück: 80                             | Reihenhaus der ersten Ausbauphase                                                                                     | Zwischen 1699 und 1750                                     |       |
| Reihenhaus                            | Reihenhaus                                 | Invalidenstraße 4 LageFlur: 16, Flurstück: 162/81                         | Reihenhaus der ersten Ausbauphase                                                                                     | Zwischen 1699 und 1750                                     |       |
| Wohnhaus                              | Wohnhaus                                   | Weserstraße 1 LageFlur: 17, Flurstück: 31/4                               | Zweigeschossiger Massivbau, Gebäude der dritten Ausbauphase                                                           | 1840                                                       |       |
| Reihenhaus                            | Reihenhaus                                 | Weserstraße 2 LageFlur: 16, Flurstück: 205/62                             | Reihenhaus der ersten Ausbauphase, Inschrift am Keilstein des Torbogens: „G. L. G 1710 und J. H. Malsfeld 1833“       | 1710                                                       |       |
| Reihenhaus                            | Reihenhaus                                 | Weserstraße 3 LageFlur: 17, Flurstück: 120/29                             | Reihenhaus der zweiten Ausbauphase, nachträgliche große und rundbogige Schaufenster des frühen 20. Jh.                | 1750–1800                                                  |       |
| Reihenhaus                            | Reihenhaus                                 | Weserstraße 4 LageFlur: 16, Flurstück: 205/62                             | Reihenhaus der ersten Ausbauphase, Tor von 1823                                                                       | Zwischen 1699 und 1750                                     |       |
| Reihenhaus                            | Reihenhaus                                 | Weserstraße 5 LageFlur: 17, Flurstück: 119/28                             | Reihenhaus der zweiten Ausbauphase, Eingang über Außentreppe, darüber Balkon                                          | 1750–1800                                                  |       |
| Reihenhaus                            | Reihenhaus                                 | Weserstraße 6 LageFlur: 16, Flurstück: 68                                 | Reihenhaus der ersten Ausbauphase                                                                                     | Zwischen 1699 und 1750                                     |       |
| weitere Bilder                        | Haus Suchier                               | Weserstraße 7 LageFlur: 17, Flurstück: 19/27 und 27/1                     | Zweigeschossiger Massivbau auf hohem Sockel, Gebäude der zweiten Ausbauphase                                          | 1765                                                       |       |
| Reihenhaus                            | Reihenhaus                                 | Weserstraße 8 LageFlur: 16, Flurstück: 223/69                             | Reihenhaus der ersten Ausbauphase, ursprünglich seitlicher Hauseingang von 1731                                       | Zwischen 1699 und 1750                                     |       |
| Reihenhaus                            | Reihenhaus                                 | Weserstraße 9 LageFlur: 17, Flurstück: 26/1                               | Reihenhaus der zweiten Ausbauphase                                                                                    | 1750–1800                                                  |       |
| Reihenhaus                            | Reihenhaus                                 | Weserstraße 10 LageFlur: 16, Flurstück: 89                                | Reihenhaus der ersten Ausbauphase                                                                                     | Zwischen 1699 und 1750                                     |       |
| Reihenhaus                            | Reihenhaus                                 | Weserstraße 11 LageFlur: 17, Flurstück: 25/2                              | Reihenhaus der zweiten Ausbauphase                                                                                    | 1750–1800                                                  |       |
| Reihenhaus                            | Reihenhaus                                 | Weserstraße 12 LageFlur: 16, Flurstück: 90                                | Reihenhaus der ersten Ausbauphase                                                                                     | Zwischen 1699 und 1750                                     |       |
| Reihenhaus                            | Reihenhaus                                 | Weserstraße 13 und 15 LageFlur: 17, Flurstück: 24/1 und 23/1              | Reihenhaus der zweiten Ausbauphase, dreiachsiges Zwerchhaus                                                           | 1750–1800                                                  |       |
| Reihenhaus                            | Reihenhaus                                 | Weserstraße 14 LageFlur: 16, Flurstück: 91                                | Reihenhaus der ersten Ausbauphase                                                                                     | Zwischen 1699 und 1750                                     |       |
| Reihenhaus                            | Reihenhaus                                 | Weserstraße 16 LageFlur: 16, Flurstück: 97                                | Reihenhaus der ersten Ausbauphase                                                                                     | Zwischen 1699 und 1750                                     |       |
| Reihenhaus                            | Reihenhaus                                 | Weserstraße 17 LageFlur: 17, Flurstück: 105/22 und 78/22                  | Reihenhaus der zweiten Ausbauphase                                                                                    | 1750–1800                                                  |       |
| Reihenhaus                            | Reihenhaus                                 | Weserstraße 18 und 18a LageFlur: 16, Flurstück: 98 und 99                 | Reihenhaus der ersten Ausbauphase                                                                                     | Zwischen 1699 und 1750                                     |       |
| Reihenhaus                            | Reihenhaus                                 | Weserstraße 19 LageFlur: 17, Flurstück: 21/1                              | Reihenhaus der zweiten Ausbauphase, dreiachsiges Zwerchhaus                                                           | 1750–1800                                                  |       |
| Reihenhaus                            | Reihenhaus                                 | Weserstraße 20, 20a und 20b LageFlur: 16, Flurstück: 100 und 137          | Reihenhaus der ersten Ausbauphase, Portal zu 20a von 1839                                                             | Zwischen 1699 und 1750                                     |       |
| Verwaltungsgebäude                    | Verwaltungsgebäude                         | Weserstraße 21 LageFlur: 17, Flurstück: 20                                | Ehemaliges Rathaus und Schule, Gebäude der dritten Ausbauphase                                                        | 1851                                                       |       |
| Reihenhaus                            | Reihenhaus                                 | Weserstraße 22 LageFlur: 16, Flurstück: 138                               | Reihenhaus der ersten Ausbauphase                                                                                     | Zwischen 1699 und 1750                                     |       |
| Wohnhaus                              | Wohnhaus                                   | Weserstraße 23 LageFlur: 17, Flurstück: 18/1                              | Dreigeschossiger spätklassizistischer Massivbau auf hohem Sockel, Gebäude der dritten Ausbauphase                     | Mitte des 19. Jh.                                          |       |
| Reihenhaus                            | Reihenhaus                                 | Weserstraße 24 LageFlur: 16, Flurstück: 143/1                             | Reihenhaus der ersten Ausbauphase                                                                                     | Zwischen 1699 und 1750                                     |       |
| Reihenhaus                            | Reihenhaus                                 | Weserstraße 27 und 29 LageFlur: 17, Flurstück: 13/1                       | Reihenhaus der zweiten Ausbauphase, vergrößerte Variante                                                              | 1750–1800                                                  |       |
| Reihenhaus                            | Reihenhaus                                 | Weserstraße 31 LageFlur: 17, Flurstück: 12/4                              | Reihenhaus der zweiten Ausbauphase                                                                                    | 1750–1800                                                  |       |
| Reihenhaus                            | Reihenhaus                                 | Weserstraße 33 LageFlur: 17, Flurstück: 10/3                              | Reihenhaus der zweiten Ausbauphase                                                                                    | 1750–1800                                                  |       |
| Reihenhaus                            | Reihenhaus                                 | Weserstraße 35 LageFlur: 17, Flurstück: 8/3                               | Reihenhaus der zweiten Ausbauphase                                                                                    | 1750–1800                                                  |       |
| Reihenhaus                            | Reihenhaus                                 | Weserstraße 37 und 37a LageFlur: 17, Flurstück: 6/2, 6/3, 5/2 und 5/3     | Reihenhaus der zweiten Ausbauphase                                                                                    | 1750–1800                                                  |       |
| Reihenhaus                            | Reihenhaus                                 | Weserstraße 39 LageFlur: 17, Flurstück: 4/2 und 4/1                       | Reihenhaus der zweiten Ausbauphase                                                                                    | 1750–1800                                                  |       |
| Fachwerkbau                           | Fachwerkbau                                | Weserstraße 41 LageFlur: 17, Flurstück: 133/3                             | Zweigeschossiger verputzter Fachwerkbau, seitlicher Pavillon, Gebäude der dritten Ausbauphase                         | Nach Mitte des. 19. Jh.                                    |       |
| Wohn- und Geschäftshaus               | Wohn- und Geschäftshaus                    | Weserstraße 43 LageFlur: 17, Flurstück: 2/1                               | Dreigeschossiges spätklassizistisches Wohn- und Geschäftshaus, Gebäude der dritten Ausbauphase                        | Mitte des 19. Jh.                                          |       |

- Denkmäler der Sachgesamtheit Barockstadt ohne eigenen Eintrag in der Topographie
- Bergstraße 2
- Bergstraße 6
- Bergstraße 8
- Bergstraße 10
- Bergstraße 12
- Bergstraße 14
- Bergstraße 16
- Bergstraße 18
- Friedrichstraße 1
- Friedrichstraße 15
- Stephanuskirche

### Gesamtanlage Gartenstadt
| Bild            | Bezeichnung              | Lage                                               | Beschreibung                                                           | Bauzeit                                         | Daten |
| --------------- | ------------------------ | -------------------------------------------------- | ---------------------------------------------------------------------- | ----------------------------------------------- | ----- |
| Bild gesucht BW | Gesamtanlage Gartenstadt | Lage                                               | Gartenstadt am rechten Weserufer                                       | Ab 1900 bis 1960er Jahre                        |       |
| Schwimmbad      | Schwimmbad               | An der Saline 1 LageFlur: 14, Flurstück: 108/34    | Zur Straßenseite Schwimmbad, zur Weserbrücke hin Café                  | 1964 erbaut von Architekt Mangold aus Göttingen |       |
| Wohnhaus        | Wohnhaus                 | An der Saline 2 LageFlur: 14, Flurstück: 98/62     | Zweigeschossiges Backsteinwohnhaus                                     | um 1910                                         |       |
| Wohnhaus        | Wohnhaus                 | An der Saline 3 LageFlur: 14, Flurstück: 36/1      | Gründerzeitliches Fabrikantenwohnhaus                                  | 1902                                            |       |
| Landhaus        | Landhaus                 | An der Saline 4 LageFlur: 14, Flurstück: 97/62     | Eingeschossiger Putzbau                                                | um 1920                                         |       |
| Wohnhaus        | Wohnhaus                 | An der Saline 6 LageFlur: 14, Flurstück: 96/62     | Traufständiges zweigeschossiges Wohnhaus                               | 1901                                            |       |
| Wohnhaus        | Wohnhaus                 | An der Saline 8 LageFlur: 14, Flurstück: 62/2      | Gründerzeitliches Fachwerk-Mietshaus                                   | um 1910                                         |       |
| Villa           | Villa                    | Unter den Eichen 1 LageFlur: 14, Flurstück: 110/62 | Villa mit neobarocker Fassade                                          | um 1910                                         |       |
| Wohnhaus        | Wohnhaus                 | Unter den Eichen 2 LageFlur: 14, Flurstück: 111/62 | Traufständiger Putzbau                                                 | Frühes 20. Jh.                                  |       |
| Wohnhaus        | Wohnhaus                 | Unter den Eichen 3 LageFlur: 14, Flurstück: 62/3   | Zweigeschossiger gründerzeitlicher Putzbau auf Sandsteinquadergeschoss | um 1910                                         |       |
| Villa           | Villa                    | Unter den Eichen 4 LageFlur: 14, Flurstück: 62/4   | Zweigeschossiger Putzbau mit parkähnlicher Gartenanlage                | um 1910                                         |       |
| Villa           | Villa                    | Unter den Eichen 5 LageFlur: 14, Flurstück: 116/62 | Villa mit Schmuckfachwerk                                              | um 1910                                         |       |
| Landhaus        | Landhaus                 | Unter den Eichen 6 LageFlur: 14, Flurstück: 121/64 | Kleines Landhaus, eingeschossiger Massivbau                            | 1930er Jahre                                    |       |
| Wohnhaus        | Wohnhaus                 | Winnefelder Straße 1 LageFlur: 14, Flurstück: 200  | Eingeschossiger Putzbau                                                | um 1920                                         |       |
| Wohnhaus        | Wohnhaus                 | Winnefelder Straße 3 LageFlur: 14, Flurstück: 199  | Eingeschossiger Massivbau aus unregelmäßigen Sandsteinquadern          | um 1925                                         |       |

### Kulturdenkmäler außerhalb von Gesamtanlagen
| Bild                                 | Bezeichnung                          | Lage                                                                  | Beschreibung                                                              | Bauzeit                              | Daten |
| ------------------------------------ | ------------------------------------ | --------------------------------------------------------------------- | ------------------------------------------------------------------------- | ------------------------------------ | ----- |
| Bild gesucht BW                      | Gartenlaube                          | Am Felsenkeller 1 LageFlur: 15, Flurstück: 21/6                       | Fachwerkbau mit Satteldach                                                | nach 1900                            |       |
| Wohnhaus                             | Wohnhaus                             | Am Felsenkeller 2 LageFlur: 15, Flurstück: 241/22                     | Zweigeschossiger verputzter Massivbau                                     | um 1900                              |       |
| Kleines Gartenhäuschen               | Kleines Gartenhäuschen               | Am Hang 2 LageFlur: 14, Flurstück: 194/1                              | Eingeschossiger holzverkleideter Bau mit Walmdach                         | 1930er Jahre                         |       |
| Kleines Wohnhaus                     | Kleines Wohnhaus                     | Am Hang 8 LageFlur: 14, Flurstück: 188/2                              | Eingeschossiger Putzbau auf Rustikasockel mit Krüppelwalmdach             | um 1930                              |       |
| Kleines Wohnhaus                     | Kleines Wohnhaus                     | Am Hang 10 LageFlur: 14, Flurstück: 186                               | Eingeschossiger Massivbau mit Sandsteinquaderung über dem Hang            | um 1925                              |       |
| Bild gesucht BW                      | Wohnhaus                             | Am Reservoir 2 LageFlur: 15, Flurstück: 217/17                        | Zweigeschossiger Putzbau, Obergeschoss mit Schmuckfachwerk                | 1910 bis 1911                        |       |
| Wohnhaus                             | Wohnhaus                             | Bremer Straße 22 LageFlur: 10, Flurstück: 54/9                        | Zweigeschossiger Putzbau mit Walmdach                                     | 1930er Jahre                         |       |
| Hugenottenturm                       | Hugenottenturm                       | Bremer Straße, ungefähr Hausnummer 37 LageFlur: 14, Flurstück: 5/6    | Aussichtsturm am Zusammenfluss von Diemel und Weser                       | 1913                                 |       |
| Postamt                              | Postamt                              | Carlstraße 21 LageFlur: 15, Flurstück: 173/9                          | Backsteinbau auf Hausteinsockel                                           | 1892                                 |       |
| Villa                                | Villa                                | C.-D.-Stunz-Weg 3 LageFlur: 8, Flurstück: 16/3                        | Zweigeschossiger verputzter Massivbau mit L-förmigem Grundriss            | Anfang 1920er Jahre                  |       |
| Eckhaus                              | Eckhaus                              | Gallandstraße 2 LageFlur: 15, Flurstück: 168/1                        | Gründerzeitliches Eckhaus                                                 | Spätes 19. Jahrhundert               |       |
| Eckgebäude                           | Eckgebäude                           | Mündener Straße 1 LageFlur: 8, Flurstück: 76/2                        | Massivbau auf Hausteinsockel                                              | um 1880                              |       |
| Kath. Pfarrkirche St. Michael        | Kath. Pfarrkirche St. Michael        | Mündener Straße 16 LageFlur: 8, Flurstück: 57/1                       | Saalkirche mit eingezogenem Chor                                          | 1935, renoviert 1962                 |       |
| Bild gesucht BW                      | Städtischer Friedhof                 | Mündener Straße LageFlur: 8, Flurstück: 67/1                          | Friedhof mit barocken und klassizistischen Grabmalen                      | Aussegnungshalle 1910                |       |
| Bild gesucht BW                      | Gaswerk                              | Mündener Straße 35 (Am Gaswerk) LageFlur: 7, Flurstück: 58/7 und 51/1 | Backsteinwerkhalle mit Nebengebäuden                                      | 1905                                 |       |
| Bild gesucht BW                      | Wohnhaus                             | Mündener Straße 60 LageFlur: 7, Flurstück: 7/2                        | Eingeschossiger Massivbau auf Bruchsteinsockel                            | um 1900                              |       |
| Wohnhaus                             | Wohnhaus                             | Schützenallee 4 LageFlur: 15, Flurstück: 206/18                       | Massivbau auf Hausteinsockel                                              | um 1910                              |       |
| Bild gesucht BW                      | Forsthaus                            | Triftweg 4 LageFlur: 9, Flurstück: 85/1                               | Eingeschossiger Massivbau                                                 | nach 1910                            |       |
| Bild gesucht BW                      | Erholungsheim für Eisenbahnbeamte    | Triftweg 5 LageFlur: 9, Flurstück: 72/1                               | Langgestreckter zweigeschossiger Massivbau mit drei Zwerchhäusern         | 1909–1910                            |       |
| Villa                                | Villa                                | Unter dem Königsberg 4 LageFlur: 15, Flurstück: 12/1 und 15           | Massivbau über quadratischem Grundriss                                    | um 1910                              |       |
| Wohnhaus                             | Wohnhaus                             | Unter dem Königsberg 5 LageFlur: 15, Flurstück: 244/23                | Massivbau auf hohem Bruchsteinsockel                                      | um 1910                              |       |
| Vermutlich ehemaliges Bahnwärterhaus | Vermutlich ehemaliges Bahnwärterhaus | Unter dem Königsberg 7 LageFlur: 15, Flurstück: 24/1                  | Kleiner eingeschossiger Massivbau auf hohem Sockel, erbaut von A. E. Ruhl | Datierung am Gartentor 1846 und 1898 |       |
| „Haus am Königsberg“                 | „Haus am Königsberg“                 | Unter dem Königsberg 9 LageFlur: 15, Flurstück: 26/1                  | Villa, zweigeschossiger Massivbau auf Hausteinsockel                      | um 1910                              |       |
| Sparkassengebäude                    | Sparkassengebäude                    | Weserstraße 26 LageFlur: 16, Flurstück: 2/1, 250/1, 248/4 und 3/2     | Zweigeschossiger verputzter Massivbau auf Hausteinsockel                  | 1935                                 |       |

## Helmarshausen

### Gesamtanlage Stadtkern
| Bild                           | Bezeichnung                                         | Lage                                                       | Beschreibung | Bauzeit                                                  | Daten |
| ------------------------------ | --------------------------------------------------- | ---------------------------------------------------------- | --- | -------------------------------------------------------- | ----- |
| Bild gesucht BW                | Gesamtanlage Stadtkern                              | Lage                                                       | Im Hochmittelalter planmäßig angelegte Stadt, der Stadtkern wird durch die teilweise erhaltene Stadtmauer abgegrenzt |                                                          |       |
| Bild gesucht BW                | Längsdielenhaus                                     | Poststraße 9–11 LageFlur: 9, Flurstück: 40 und 41          | Ständerbau in regelmäßiger Ständerstellung                                                                           | 1670                                                     |       |
| Bild gesucht BW                | Scheunengebäude                                     | Poststraße 10 LageFlur: 9, Flurstück: 36                   | Schlichter Ständerbau mit quadratischen Gefachen                                                                     | Frühes 19. Jahrhundert                                   |       |
| Bild gesucht BW                | Fachwerkhaus                                        | Poststraße 19 LageFlur: 9, Flurstück: 45                   | Schmaler Fachwerkbau                                                                                                 | Spätes 16. Jahrhundert                                   |       |
| Bild gesucht BW                | Fachwerkwohnhaus                                    | Poststraße 23 LageFlur: 9, Flurstück: 48                   | Zweigeschossiger Fachwerkbau                                                                                         | 1765                                                     |       |
| Bild gesucht BW                | Handwerkerwohnhaus                                  | Poststraße 24 LageFlur: 9, Flurstück: 86/2                 | Dreigeschossiger Fachwerkbau, einst Wohnwirtschaftsgebäude eines Schmiedes                                           | 1585                                                     |       |
| Bild gesucht BW                | Wohnhaus                                            | Poststraße 27 LageFlur: 9, Flurstück: 50                   | Zweigeschossiges Backsteinwohnhaus                                                                                   | 1909                                                     |       |
| Bild gesucht BW                | Fachwerkhaus                                        | Poststraße 28 LageFlur: 9, Flurstück: 80/1                 | Zweigeschossiges Fachwerkgebäude                                                                                     | 1674                                                     |       |
| Wohnhaus                       | Wohnhaus                                            | Poststraße 36 LageFlur: 9, Flurstück: 63/1                 | Dreigeschossiges Fachwerkhaus, Handwerkerwohnhaus                                                                    | 1581                                                     |       |
| Bild gesucht BW                | Fachwerkhaus                                        | Poststraße 38 LageFlur: 9, Flurstück: 64/1                 | Schmuckfachwerk-Gebäude                                                                                              | Frühes 20. Jahrhundert                                   |       |
| weitere Bilder                 | Ehemaliges Rathaus                                  | Poststraße 40 LageFlur: 8, Flurstück: 62/3 und 62/4        | Zweigeschossiges Schmuckfachwerk-Gebäude, Rathaus bis zur Eingemeindung 1972, heute Museum                           | um 1910                                                  |       |
| Bild gesucht BW                | Gastwirtschaft                                      | Poststraße 43 LageFlur: 8, Flurstück: 193/61               | Zweigeschossiger Massivbau                                                                                           | um 1920                                                  |       |
| Bild gesucht BW                | Fachwerkhaus                                        | Poststraße 49 LageFlur: 8, Flurstück: 48/1                 | Kleines zweigeschossiges Fachwerkgebäude, durch Umbauten stark verfälscht                                            | 17. Jahrhundert                                          |       |
| Bild gesucht BW                | Fachwerkhaus                                        | Poststraße 53 LageFlur: 8, Flurstück: 44/1                 | Dreigeschossiger zweizoniger Fachwerkbau, Wohnwirtschaftsgebäude mit Speicher im Obergeschoss                        | um 1600                                                  |       |
| Bild gesucht BW                | Eckhaus                                             | Poststraße 54 LageFlur: 8, Flurstück: 86/2                 | Fachwerkrähmbau an der Ecke zur Steinstraße                                                                          | um 1800                                                  |       |
| Bild gesucht BW                | Wohnwirtschaftsgebäude                              | Poststraße 56 LageFlur: 8, Flurstück: 90/1                 | Dreigeschossiger Fachwerkbau mit aufgesetztem Speichergeschoss                                                       | 1561                                                     |       |
| Bild gesucht BW                | Wohnwirtschaftsgebäude                              | Poststraße 58 LageFlur: 8, Flurstück: 96/1                 | Fachwerkbau mit Speichergeschoss                                                                                     | um 1600                                                  |       |
| Bild gesucht BW                | Bürgerhaus                                          | Poststraße 60 LageFlur: 8, Flurstück: 97/1 und 99          | Barockes Fachwerkgebäude                                                                                             | 1694                                                     |       |
| Bild gesucht BW                | Fachwerkwohnhaus                                    | Steinstraße 1 LageFlur: 9, Flurstück: 98/2                 | Klassizistisches Fachwerkgebäude                                                                                     | um 1800                                                  |       |
| Bild gesucht BW                | Fachwerkhaus                                        | Steinstraße 3 LageFlur: 9, Flurstück: 90/1                 | Zweigeschossiges Fachwerkgebäude mit Walmdach                                                                        | 1. Hälfte 19. Jahrhundert                                |       |
| Bild gesucht BW                | Längsdielenhaus                                     | Steinstraße 6 LageFlur: 9, Flurstück: 106/2                | Zweigeschossiges Längsdielenhaus in Ständerbauweise                                                                  | Frühes 18. Jahrhundert                                   |       |
| Bild gesucht BW                | Kellergewölbe                                       | Steinstraße 15 LageFlur: 9, Flurstück: 165/72              | Erhaltenes Kellergewölbe des in den 1970er Jahren abgerissenen romanischen steinernen Hauses Steinstraße 15          | Frühes Hochmittelalter                                   |       |
| Bild gesucht BW                | Bürgerhaus                                          | Steinstraße 16 LageFlur: 9, Flurstück: 115                 | Zweigeschossiger zweizoniger Ständerbau                                                                              | 1668                                                     |       |
| Bild gesucht BW                | Wohnwirtschaftsgebäude                              | Steinstraße 18 LageFlur: 9, Flurstück: 116                 | Dreigeschossiges Wohnwirtschaftsgebäude                                                                              | 1564                                                     |       |
| Bild gesucht BW                | Ehemalige Synagoge                                  | Steinstraße 21 Lage                                        | Ehemalige Synagoge, heute Wohnhaus                                                                                   | 1850 errichtet, 1933 ausgebrannt, 1938 Umbau zu Wohnhaus |       |
| Bild gesucht BW                | Fachwerkhaus                                        | Steinstraße 22 LageFlur: 9, Flurstück: 119/1               | Klassizistisches Fachwerkwohnhaus                                                                                    | um 1850                                                  |       |
| Bild gesucht BW                | Fachwerkhaus                                        | Steinstraße 25 LageFlur: 8, Flurstück: 68                  | Zweigeschossiges Fachwerkwohnhaus in Ecklage zum ehemaligen Rathaus                                                  | 1717                                                     |       |
| Längsdielenhaus                | Längsdielenhaus                                     | Steinstraße 28 LageFlur: 8, Flurstück: 169/1               | Dreigeschossiger Fachwerkrähmbau (auf dem Foto rechts)                                                               | 1755                                                     |       |
| weitere Bilder                 | Längsdielenhaus                                     | Steinstraße 30 LageFlur: 8, Flurstück: 167/1               | Fachwerkständerbau mit in Rähmbauweise aufgesetztem Speichergeschoss                                                 | 1710                                                     |       |
| Bild gesucht BW                | Längsdielenhaus                                     | Steinstraße 32 LageFlur: 8, Flurstück: 165/1               | Fachwerkrähmbau mit Speichergeschoss                                                                                 | 16. Jahrhundert                                          |       |
| Bild gesucht BW                | Bürgerhaus                                          | Steinstraße 41 LageFlur: 8, Flurstück: 230/85              | Dreigeschossiges Ackerbürgerhaus                                                                                     | um 1600                                                  |       |
| Bild gesucht BW                | Längsdielenhaus                                     | Steinstraße 44 LageFlur: 8, Flurstück: 191/154 und 192/156 | Barocker Fachwerkrähmbau                                                                                             | 1730                                                     |       |
| Bild gesucht BW                | Ehemaliges Längsdielenhaus mit Speicherobergeschoss | Steinstraße 48 LageFlur: 8, Flurstück: 72/1                | Massiv umgebautes Fachwerkgebäude, erhalten sind Speichergeschoss und Dach                                           | Spätes 16. Jahrhundert                                   |       |
| Bild gesucht BW                | Längsdielenhaus mit Speicherobergeschoss            | Steinstraße 52 LageFlur: 8, Flurstück: 143/2               | Dreigeschossiger Fachwerkrähmbau                                                                                     | 1645                                                     |       |
| Bild gesucht BW                | Erntennenhaus                                       | Steinstraße 53 LageFlur: 8, Flurstück: 93                  | Zweigeschossiger Fachwerkrähmbau                                                                                     | Mittleres 19. Jahrhundert                                |       |
| Bild gesucht BW                | Längsdielenhaus mit Speicherobergeschoss            | Steinstraße 56 LageFlur: 8, Flurstück: 137/1               | Repräsentativer Fachwerkbau und Ackerbürgerhaus                                                                      | 1676                                                     |       |
| Bild gesucht BW                | Längsdielenhaus                                     | Steinstraße 58 LageFlur: 8, Flurstück: 134/1               | Zweigeschossiger Fachwerkbau mit Wohn- und Wirtschaftsteil                                                           | 1743                                                     |       |
| Bild gesucht BW                | Fachwerkreihenhaus                                  | Steinstraße 66 LageFlur: 8, Flurstück: 127/1               | Rähmbauwerk, Abgrenzung zu den Nachbargebäuden durch Brandmauern                                                     | Mittleres 19. Jahrhundert                                |       |
| Bild gesucht BW                | Fachwerkreihenhaus                                  | Steinstraße 68 LageFlur: 8, Flurstück: 126                 | Rähmbauwerk, Abgrenzung zu den Nachbargebäuden durch Brandmauern                                                     | Mittleres 19. Jahrhundert                                |       |
| Bild gesucht BW                | Fachwerkreihenhaus                                  | Steinstraße 70 LageFlur: 8, Flurstück: 223/125             | Rähmbauwerk, Abgrenzung zu den Nachbargebäuden durch Brandmauern                                                     | Mittleres 19. Jahrhundert                                |       |
| Überreste der Stadtbefestigung | Überreste der Stadtbefestigung                      | Steinstraße / Wolfsstraße LageFlur: 9, Flurstück: 104/1    | Reste der mittelalterlichen Stadtmauer, des Stadtturmes und eines Brückenkopfes über die Diemel                      | Mittelalter                                              |       |

### Gesamtanlage Klosterbereich
| Bild                     | Bezeichnung                 | Lage                                                                  | Beschreibung | Bauzeit                                                                 | Daten |
| ------------------------ | --------------------------- | --------------------------------------------------------------------- | --- | ----------------------------------------------------------------------- | ----- |
| Bild gesucht BW          | Gesamtanlage Klosterbereich | Poststraße, Edelhof 1–3, Mühlenstraße 3 Lage                          | Die Gesamtanlage umfasst das im Osten der Stadt gelegene Klostergelände, den Gutshof zwischen Stadt und Kloster, die Mühle im Südwesten sowie die das Gelände umgebenen Wiesen | Klostergründung Ende des 10. Jahrhunderts                               |       |
| Bild gesucht BW          | Ostflügel der Abteigebäude  | Poststraße LageFlur: 9, Flurstück: 8/3, 8/4, 6 und 7/1                | Zusammen mit der Kapelle einziges erhaltenes Gebäude des Klosters, L-förmiger Grundriss                                                                                        | Erbaut im Mittelalter, 1670 umgebaut                                    |       |
| Scheune                  | Scheune                     | Poststraße Lage                                                       | Speichergebäude in Sandstein, erbaut aus den Steinen der 1604 teilweise zusammengestürzten Klosterkirche                                                                       | 1749                                                                    |       |
| Evangelische Stadtkirche | Evangelische Stadtkirche    | Poststraße 8 Lage                                                     | Evangelische Stadtkirche Helmarshausens am Rande des Klostergeländes; einschiffiges Langhaus mit quadratischem Chorturm, Kreuzgratgewölbe im Altarraum                         | Erbaut im Mittelalter, danach mehrfache Umbauten                        |       |
| Bild gesucht BW          | Gesindehäuser               | Edelhof 1–7 LageFlur: 9, Flurstück: 159/24, 154/24, 150/24 und 149/24 | Wohnanlage mit aneinandergereihten schmalen Häusern, auf der Rückseite Stadtmauer integriert                                                                                   | Frühes 19. Jahrhundert                                                  |       |
| Bild gesucht BW          | Gutshof                     | Edelhof 2 LageFlur: 9, Flurstück: 24/2                                | Traufständiges, großvolumiges Fachwerkgebäude, Haupthaus des Gutshofes | Mittleres 18. Jahrhundert                                               |       |
| Bild gesucht BW          | Anwesen                     | Mühlenstraße 3 LageFlur: 9, Flurstück: 19/3                           | Traufständiges kleinbäuerliches Wohnhaus, Anbau auf der Rückseite | Frühes 18. Jahrhundert, Anbau auf der Rückseite aus dem 19. Jahrhundert |       |

### Gesamtanlage Krukenburg
| Bild                           | Bezeichnung             | Lage                                     | Beschreibung | Bauzeit | Daten |
| ------------------------------ | ----------------------- | ---------------------------------------- | --- | --- | ----- |
| weitere Bilder                 | Gesamtanlage Krukenburg | Am Krukenberg Lage                       | Die Gesamtanlage umfasst die Burganlage und die Krukenbergkirche                                                                  | Kirchenbau inmitten der Anlage von 1107, 1215–1220 Bau der Burganlage, 1338 „Paderborner Haus“, „Mainzer Haus“ (Abtwohnung) und ein Wohnturm zwischen 1401 und 1405, nach 1617 Verfall der Burg, Restaurierung in den 1970er Jahren |       |
| weitere Bilder                 | Krukenburg              | Am Krukenberg LageFlur: 7, Flurstück: 29 | Burganlage aus dem 13. Jahrhundert mit Bergfried und Zugbrückenturm, Ringmauer und „Mainzer Haus“                                 | 1215–1220 |       |
| Das Innere des Kirchengebäudes | Krukenbergkirche        | Am Krukenberg LageFlur: 7, Flurstück: 29 | Auch Johannes-Kapelle genannt, romanischer runder Zentralbau von 13 Metern Durchmesser, durch viele Umbauten wesentlich erweitert | 1107 |       |

### Kulturdenkmäler außerhalb von Gesamtanlagen
| Bild            | Bezeichnung                  | Lage                                                               | Beschreibung | Bauzeit | Daten |
| --------------- | ---------------------------- | ------------------------------------------------------------------ | --- | --- | ----- |
| weitere Bilder  | Ehemaliges Schäferhaus       | Graseweg 60 LageFlur: 13, Flurstück: 25/1                          | ehemaliges Wohngebäude der "Hofanlage Schäferhaus und Schäferscheune" an der Krukenburg                                             | |       |
| weitere Bilder  | Einheitsbäume                | im Park „Alter Friedhof“ gegenüber der ehemaligen Kreisklinik Lage | Drei Bäume für Deutschlands Einheit                                                                                                 | 2020 |       |
| Bild gesucht BW | Krankenhaus                  | Am Fahlenberg 4 LageFlur: 10, Flurstück: 4/1                       | Zweigeschossiger Massivbau mit zwei Risaliten, der linke als Turm; daneben Wirtschaftsgebäude                                       | Als Schlösschen 1870 erbaut, ab 1937 Müttergenesungsheim, ab 1945 Hauptgebäude des örtlichen Krankenhauses |       |
| Bild gesucht BW | Wohnhaus                     | Am Fahlenberg 6 LageFlur: 10, Flurstück: 4/1                       | Zweigeschossiger Massivbau auf Sockelgeschoss                                                                                       | um 1935 |       |
| Bild gesucht BW | Landhaus                     | Königsberg 10 LageFlur: 12, Flurstück: 96                          | Dreigeschossiges Haustein- und Fachwerkgebäude mit polygonalem Eckrisalit, vermutlich entstanden in Zusammenhang zur Jugendherberge | 1930er Jahre                                                                                               |       |
| Bild gesucht BW | Jugendherberge Helmarshausen | Gottsbürener Straße 15 LageFlur: 13, Flurstück: 59                 | Viergeschossiger Massivbau | 1923–1925                                                                                                  |       |
| Bild gesucht BW | Wohnhaus                     | Gottsbürener Straße 17 LageFlur: 13, Flurstück: 58/6               | Eingeschossiger Bruchsteinbau | um 1930 |       |